# Bertrand Russell
Bertrand Arthur William Russell, den 3. jarl Russell (født 18. maj 1872, død 2. februar 1970), var en walisisk matematiker, filosof og logiker. Han modtog i 1950 Nobelprisen i litteratur.

## Videnskab
Russell, Frege og Wittgenstein regnes som ophavsmændene til analytisk filosofi. I Principia Mathematica, som han skrev sammen med Alfred North Whitehead, forsøgte han at lægge logikken som grundlag for matematikken. Essayet On Denoting er blevet kaldt et filosofiens paradigme. Begge værker har haft stor indflydelse på logik, matematik, lingvistik og analytisk filosofi.
Han var ophavsmand til Russells paradoks i mængdelæren om mængden af mængder, der ikke er elementer i sig selv. Russell var en hovedinitiativtager til Russell-Einstein-manifestet, som blev offentliggjort ved en pressekonference d. 9. juli 1955.

## Pacifisme og livssyn
Russell-familien har i lang tid været aktiv i britisk politik. Russells farfar, lord John Russell, var to gange statsminister og præsenterede The Reform Bill i 1832, lovkomplekset, der åbnede for en bredere stemmeret i England. John Russells bror Francis, den 2. jarl Russell, var Labours leder i Overhuset og statssekretær i Ramsay MacDonalds regering. Bertrand Russells søn Conrad, den 5. jarl Russell, var liberaldemokraternes talsmand i bl.a. indenrigspolitik. John Stuart Mill var en ven af familien og mentor for Bertrand Russell, som selv stillede op til valg til Underhuset, men ikke blev valgt. Russell var desuden en markant antikrigs-aktivist, tilhænger af frihandel, anti-imperialist og modstander af atomvåben. Hans pacifistiske pamfletter mod værnepligt under første verdenskrig kostede ham først en bøde; så et stipendium i Cambridge; så hans pas, og til sidst seks måneders fængsel. Alligevel støttede Russell væbnet kamp mod nazismen under anden verdenskrig. "...tre lidenskaber – længslen efter kærlighed, tørsten efter kundskab og en uudholdelig medfølelse med en lidende menneskehed – har som hæftige vinde blæst mig frem og tilbage på en ustadig kurs over dybe oceaner af rædsel, på grænsen til fortvivlelse," sagde han selv om sin nagende frygt for dybden i sine følelser og for at gå fra forstanden. Imidlertid magtede han at bruge sin voksende skepsis og forlod sin tro til bedste for samfundet. Sådan blev Russell en af 1900-tallets mest indflydelsesrige intellektuelle.
I november 1916 kun få måneder efter slaget ved Somme, udgav han Principles of Social Reconstruction, hvori han leder efter en psykologisk forklaring på den massive aggression bag første verdenskrig. Han skelner mellem destruktive impulser, som gør ejendom og erobring til en besættelse, og skabende impulser inden for uddannelse, kunst og familie, som bør være en rettesnor for politisk og økonomisk reform. Hans socialfilosofi er baseret på disse grundprincipper og hans politiske teori på de kræfter i menneskesindet, som frembringer næstekærlighed og dæmper aggression. Her kritiserer han også den rådende engelske liberalisme, som Russell mente, byggede på konkurrence og individualisme.
I 1920 fulgte han en Labour-delegation til Sovjetunionen og mødte Lenin i Kreml. Bagefter skrev han The Practice and Theory of Bolshevism, en nærmest profetisk analyse af det, der kom til at ske i Sovjetunionen under Stalin og Gulag, ensretningen af kunst og videnskab, og Den store terror: «Landet slog mig som et gigantisk fængsel, hvor fangevogterne var ... snæversynede magtdyrkere.» Han forudså regimets vending mod autoritær nationalisme, militarisme, bureaukratisering og partifunktionærernes sejr over revolutionens idealister. Han mærkede sig, at Lenin blæste på demokratisk socialisme og tværtimod mente, at socialisme ikke kan indføres på anden måde end ved voldelig revolution. Russell gennemskuede Lenins brutalitet og blev nu ugleset både i højre og venstre; men da hans bog skulle genudgives i 1947, behøvede han ikke at ændre det mindste i den. Han var rejst til Sovjetunionen med åbent sind og i håb om at finde et samfund, der banede vej for en bedre fremtid for menneskeheden. I stedet blev han chokeret over styrets nyttetænkning og dets "ligegyldighed overfor kærlighed, skønhedslængsel og impulsivitetens liv.» Sovjetstaten fremstod som en nation af bønder, der blev tyranniseret af en lille gruppe byfolk. Kapitalisme og kommunisme ytrede det samme ønske om industrialisering for enhver pris. Bolsjevikkernes mål var at gøre den russiske bonde til en industriarbejder og lig en yankee så hurtigt som muligt, mente Russell. I Rusland traf han Maksim Gorkij, som bad ham om at fortælle verden om det russiske folks lidelser. Fridtjof Nansen hørte hans appel, som inspirerede ham og Herbert Hoover til at starte Nansenhjælpen.

## Efterkrigstid
Han var gift fire gange og skrev mere end 70 bøger. I 1950'erne kom han ofte på Trafalgar Square iført sit sorte jakkesæt med urkæde, mens han holdt taler mod atomoprustning. I 1958 var han en af medstifterne i Kampagnen mod Atomvåben og blev for anden gang sat i fængsel i 1961 for civil ulydighed. Pga. høj alder fik han de to måneder ændret til syv dage. I 1967 stod han i spidsen for Russell-tribunalet, som kritiserede USAs aktiviteter i Indokina. Han var også religionskritiker.

## Flystyrtet
I oktober 1948 overlevede han et flystyrt ("Bukken Bruse-ulykken") i Trondheimsfjorden, da han skulle til Trondheim og holde et foredrag i Studentersamfundet. 19 omkom, men alle i flyets rygekabine, hvor Russell sad med sin pibe, overlevede. Da han var kommet trygt frem til Trondheim og blev spurgt om sin reaktion, svarede han kun: "Vandet var meget koldt." I sin selvbiografi kommenterede han: "En ven af mig i Oslo skulle finde en plads til mig på flyet. Jeg fortalte ham, at han var nødt til at finde et sæde, hvor jeg kunne ryge, og for sjov sagde jeg: "Hvis jeg ikke må ryge, dør jeg." Det viste sig, helt uventet, at holde stik."
Den 74-årige Russel krøb ud af flyet gennem et vindue, der var sparket op, og svømmede hundrede meter hen til en redningsbåd. Til Adresseavisen udtalte han dagen efter: "Jeg sad helt bagest i rygekabinen, og selv om jeg mærkede et ryk, da vi kom ned, var jeg ikke klar over, hvad der foregik, før vi krængede over, og vandet fossede ind over gulvet." Russell tog det roligt og behøvede kun en stor cognac og kaffe for at være restitueret. Samfundets støtter, som var mødt op i havnen for at modtage filosoffen, forstod, hvor vigtig hans pibe var for ham, og Russell beskriver i sin biografi, hvordan de "ovenikøbet tørrede mine tændstikker, én efter én". Han advarede i sit foredrag mod atomkrig og Stalins besættelsesstyrker. Han tog tilbage til Oslo med tog.